# Adnan Januzaj
Adnan Januzaj, né le 5 février 1995 à Bruxelles en Belgique, est un footballeur international belge, d'origine albanaise et qui possède la double nationalité, qui joue au poste d'attaquant ou de milieu de terrain au Séville FC.

## Biographie

### En club

#### Jeunesse et formation
Né à Bruxelles en Belgique de parents albanais tous deux originaires du Kosovo, il était en primaire à l'école Clarté de Jette. Adnan Januzaj commence à jouer au football au FC Kosova Schaerbeek à l'âge de 6 ans. Il intègre ensuite le FC Brussels puis, à l'âge de 11 ans, le RSC Anderlecht où, d'après Jean Kindermans, il a toujours « joué une catégorie au-dessus de son âge », ayant « un pied gauche phénoménal, une bonne vista » et réfléchissant « trois fois plus vite que les autres »,. À l'âge de seize ans, alors qu'il est étudiant en secondaire à l'Athénée Royal de Jette, il est recruté et signe à Manchester United.

#### Manchester United (2013-2017)

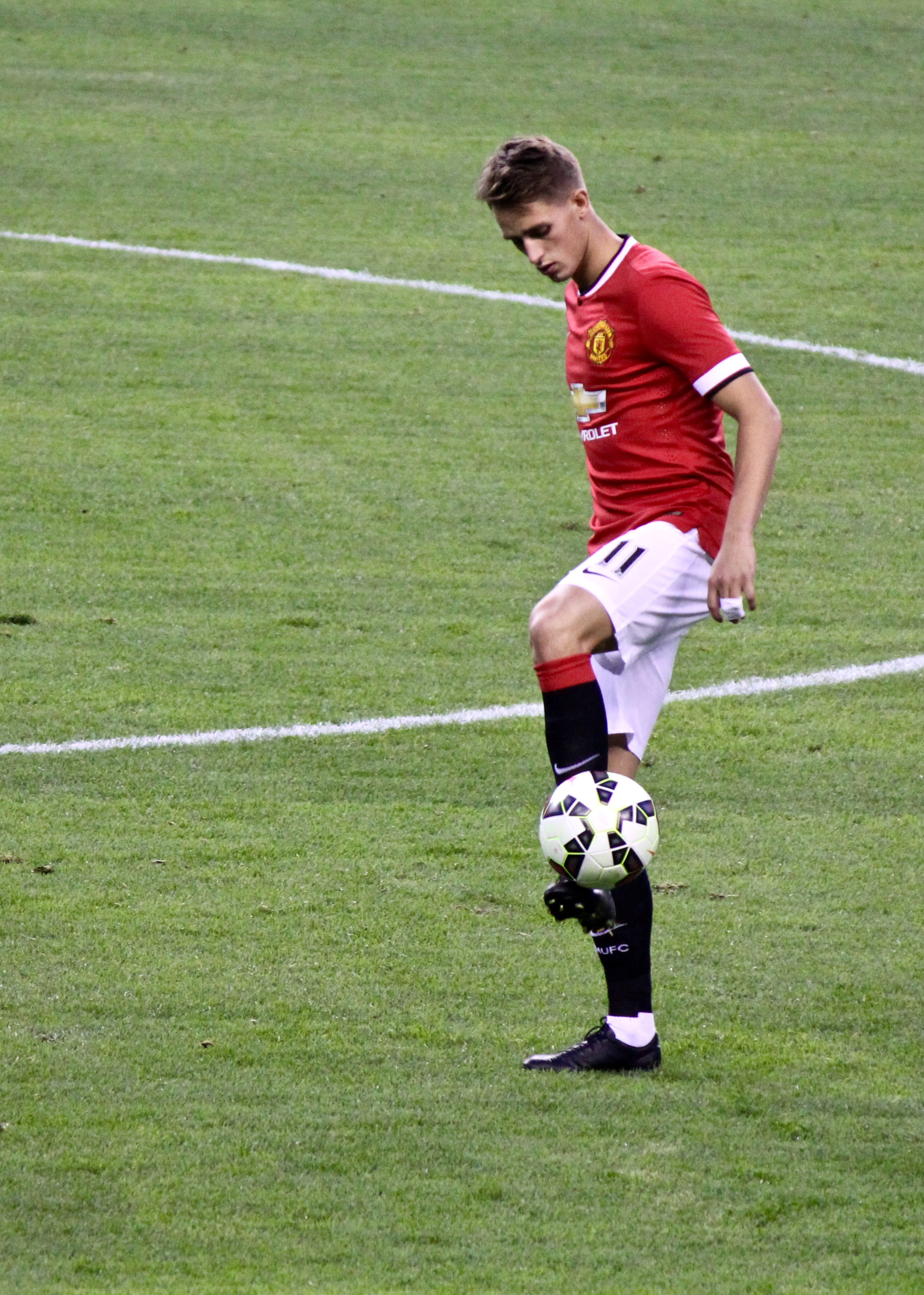
Adnan Januzaj lors de la pré-saison 2015-2016 avec Manchester United.

Il fait ses preuves au centre de formation et dans l'équipe espoir de Manchester United puisque dès la fin de la saison 2012-2013, après avoir été élu « joueur de l'année de l'équipe espoir de Manchester United », l'entraîneur Alex Ferguson le promeut dans l'équipe-première en lui attribuant le no 44. Il fait ses débuts dans l'équipe-première lors du stage estival en Asie. Le 29 juillet 2013, il marque son premier but – de la tête – à Hong Kong contre l'équipe de Kitchee SC et le 9 août 2013, lors du jubilé de Rio Ferdinand, il offre sa première passe décisive à Antonio Valencia.
Le 11 août 2013, il fait ses grands débuts professionnels en entrant au jeu lors de la victoire de Manchester contre Wigan Athletic lors du Community Shield. Puis, le 14 septembre 2013, il fait ses grands débuts en Premier League contre Crystal Palace, victoire 2-0. Le 5 octobre 2013, Adnan Januzaj marque son premier doublé lors de la victoire 1-2 de Manchester United contre Sunderland où il est titularisé pour la première fois.
Le 13 août 2014, il se voit attribuer le no 11 emblématique de Manchester United, à la suite de la retraite de la légende mancunienne Ryan Giggs. Ce numéro fut aussi porté par George Best à plusieurs occasions. Cet héritage démontre une marque de confiance du club envers Adnan Januzaj.
Cependant, il joue de moins en moins sous Louis van Gaal et des rumeurs annoncent son départ en prêt à la Real Sociedad où David Moyes son ancien entraîneur y évolue ou encore au PSG.
Le 31 août 2015, il est prêté pour un an au Borussia Dortmund. Il portera le no 9. Le 7 janvier 2016, lors du mercato hivernal, il effectue son retour de prêt à Manchester United.
Le 12 août 2016, il est prêté à Sunderland AFC pour une saison. Il porte le no 44, il débute le 13 août avec l'équipe contre Manchester City, match perdu 2-1.

#### Real Sociedad (2017-2022)
Le 12 juillet 2017, il s'engage pour 5 ans avec le Real Sociedad contre un montant de 11 M€.
Le 23 mai 2022, la Real Sociedad annonce son départ après cinq saisons passées au club.

#### Séville FC (depuis 2022)
En toute fin de mercato, Januzaj finit par signer un contrat au Séville FC et reste donc en Espagne dans un club qui dispute la Ligue des champions.

### En sélections nationales

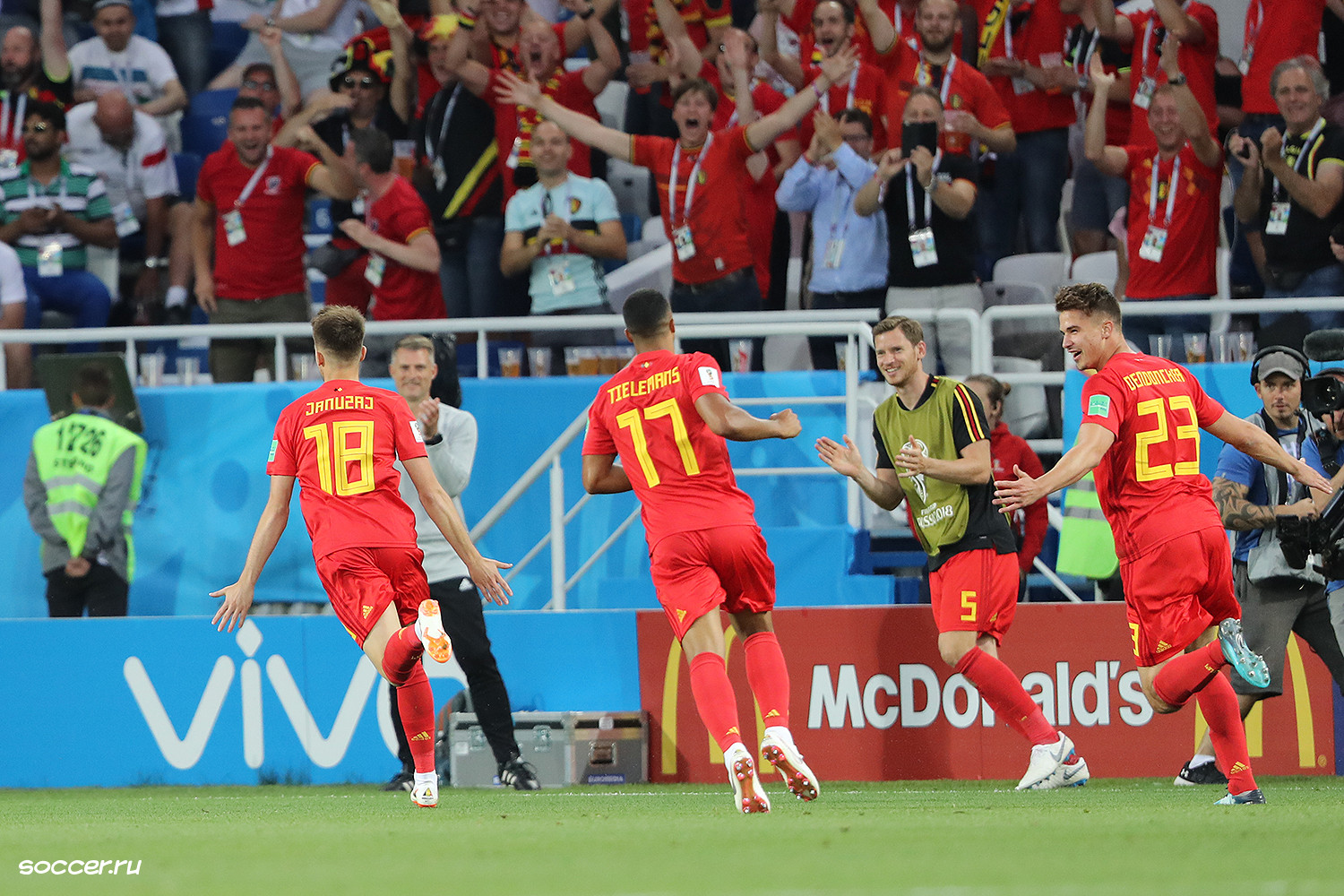
Adnan Januzaj (à gauche) inscrit l'unique but face à l'Angleterre (1-0), le 28 juin 2018, lors de la Coupe du monde en Russie.

#### Choix d'une sélection
Adnan Januzaj possède la double nationalité albano-belge. La Belgique comme l'Albanie ont longtemps attendu qu'il fasse son choix. De ses 16 à 19 ans, il refuse les convocations des deux pays en équipe nationale de jeunes, afin, selon lui, de se consacrer à sa carrière en club. En 2013, après son doublé qui a permis de sauver Manchester United face à Sunderland (1-2), Adnan Januzaj tape dans l'œil du sélectionneur anglais Roy Hodgson. Ce dernier souhaiterait en faire un international anglais. Cependant, pour jouer avec la sélection anglaise, Adnan Januzaj doît être naturalisé et attendre 2018. En effet, pour porter les couleurs d'un pays d'adoption, la FIFA exige que le joueur y ait vécu au moins cinq ans après avoir fêté son 18e anniversaire. La Turquie souhaiterait elle aussi faire de Januzaj un membre de son équipe en faisant jouer les origines de ses grands-parents pour le sélectionner. À partir de 2016, année de reconnaissance du pays par la FIFA, il peut également choisir de représenter le Kosovo. Adnan Januzaj est donc potentiellement sélectionnable au sein de pas moins de sept sélections différentes : l'Albanie (nationalité de ses parents), l'Angleterre (où il réside), la Belgique (son pays de naissance), le Kosovo (pays d'origine de ses parents), la Turquie (pays d'origine de ses grands-parents), mais également la Croatie et la Serbie. Le 1er avril 2014, selon Belgacom TV, il choisit la Belgique, et ce choix serait motivé par une perspective d'être titulaire à l'Euro 2016.
Le 23 avril 2014, Marc Wilmots, le sélectionneur de la Belgique, annonce qu'Adnan Januzaj a choisi la sélection belge.

#### Équipe de Belgique
Il joue son premier match avec les Diables Rouges à l'occasion du match de préparation à la Coupe du monde contre le Luxembourg le 26 mai 2014, mais ce match amical est déclassé en match d'entrainement par la FIFA à la suite des sept changements dans l'équipe belge.
Marc Wilmots le sélectionne pour la Coupe du monde au Brésil et il dispute ses premières minutes dans la compétition face à la Corée du Sud le 26 juin 2014 à São Paulo.
Il effectue une excellente prestation contre l'Islande le 12 novembre 2014, notamment via un centre décisif sur coup franc. Sélectionné pour quelques rencontres des éliminatoires de l'Euro 2016, il est écarté du groupe après la rencontre face à Chypre en septembre 2015 et ne participera pas à la phase finale à sa grande frustration et, surtout, celle de sa famille qui menace de se tourner vers le Kosovo grâce à une vide juridique dans la réglementation, celui-ci n'était effectivement pas encore reconnu par les instances internationales du football au moment du choix d'Adnan pour la Belgique. Fin 2017, la situation est aplanie et il fait son retour en sélection pour une série de rencontres amicales.
Il est sélectionné par Roberto Martínez pour participer à la Coupe du monde 2018. Le 28 juin 2018, lors du dernier match de poule contre l'Angleterre, il inscrit son premier but en sélection nationale.
Fin 2019, lors de la rencontre de qualification pour l'Euro face à Saint-Marin, Martínez n'est clairement pas satisfait de son équipe et, s'il ne cite pas de noms, Divock Origi et Adnan Januzaj semblent bien être les premiers visés car, d'emblée titulaires, ils sont tous les deux remplacés peu avant l'heure de jeu,. Januzaj ne sera plus rappelé en sélection avant mars 2021.

## Statistiques

### En club
| Saison                | Club                       | Championnat           | Championnat | Championnat | Championnat | Coupe nationale | Coupe nationale | Coupe nationale | Coupe de la Ligue | Coupe de la Ligue | Coupe de la Ligue | Supercoupe | Supercoupe | Supercoupe | Compétition(s) continentale(s) | Compétition(s) continentale(s) | Compétition(s) continentale(s) | Compétition(s) continentale(s) | Total | Total | Total |
| Saison                | Club                       | Division              | M.          | B.          | P.d.        | M.              | B.              | P.d.            | M.                | B.                | P.d.              | M.         | B.         | P.d.       | Comp.                          | M.                             | B.                             | P.d.                           | M.    | B.    | P.d.  |
| 2013-2014             | Manchester United          | Premier League        | 27          | 4           | 4           | 1               | 0               | 0               | 4                 | 0                 | 2                 | 1          | 0          | 0          | C1                             | 2                              | 0                              | 0                              | 35    | 4     | 6     |
| 2014-2015             | Manchester United          | Premier League        | 18          | 0           | 0           | 2               | 0               | 0               | 1                 | 0                 | 0                 | -          | -          | -          | -                              | -                              | -                              | -                              | 21    | 0     | 0     |
| 2015-2016             | Manchester United          | Premier League        | 5           | 1           | 0           | 0               | 0               | 0               | -                 | -                 | -                 | -          | -          | -          | C1+C3                          | 2+0                            | 0+0                            | 0+0                            | 7     | 1     | 0     |
| Sous-total            | Sous-total                 | Sous-total            | 50          | 5           | 4           | 3               | 0               | 0               | 5                 | 0                 | 2                 | 1          | 0          | 0          | -                              | 4                              | 0                              | 0                              | 63    | 5     | 6     |
| 2015-2016             | Borussia Dortmund (prêt)   | Bundesliga            | 6           | 0           | 2           | 1               | 0               | 0               | -                 | -                 | -                 | -          | -          | -          | C3                             | 5                              | 0                              | 0                              | 12    | 0     | 2     |
| 2016-2017             | Sunderland AFC (prêt)      | Premier League        | 25          | 0           | 3           | 2               | 0               | 0               | 1                 | 1                 | 0                 | -          | -          | -          | -                              | -                              | -                              | -                              | 28    | 1     | 3     |
| 2017-2018             | Real Sociedad              | Liga                  | 28          | 3           | 5           | 1               | 0               | 0               | -                 | -                 | -                 | -          | -          | -          | C3                             | 6                              | 1                              | 1                              | 35    | 4     | 6     |
| 2018-2019             | Real Sociedad              | Liga                  | 20          | 1           | 3           | 4               | 1               | 1               | -                 | -                 | -                 | -          | -          | -          | -                              | -                              | -                              | -                              | 24    | 2     | 4     |
| 2019-2020             | Real Sociedad              | Liga                  | 24          | 4           | 3           | 5               | 4               | 1               | -                 | -                 | -                 | -          | -          | -          | -                              | -                              | -                              | -                              | 29    | 8     | 4     |
| 2020-2021             | Real Sociedad              | Liga                  | 27          | 4           | 4           | 1               | 0               | 0               | -                 | -                 | -                 | 1          | 0          | 0          | C3                             | 7                              | 0                              | 0                              | 36    | 4     | 4     |
| 2021-2022             | Real Sociedad              | Liga                  | 33          | 3           | 0           | 4               | 1               | 1               | -                 | -                 | -                 | -          | -          | -          | C3                             | 7                              | 1                              | 2                              | 44    | 5     | 3     |
| Sous-total            | Sous-total                 | Sous-total            | 132         | 15          | 15          | 15              | 6               | 3               | -                 | -                 | -                 | 1          | 0          | 0          | -                              | 20                             | 2                              | 3                              | 168   | 23    | 21    |
| 2022-2023             | Séville FC                 | Liga                  | 2           | 0           | 0           | 1               | 0               | 0               | -                 | -                 | -                 | -          | -          | -          | C1                             | 3                              | 0                              | 0                              | 6     | 0     | 0     |
| 2023-2024             | Séville FC                 | Liga                  | 8           | 0           | 0           | 3               | 0               | 1               | -                 | -                 | -                 | -          | -          | -          | C1                             | -                              | -                              | -                              | 11    | 0     | 1     |
| 2025-2026             | Séville FC                 | Liga                  | 1           | 0           | 0           | -               | -               | -               | -                 | -                 | -                 | -          | -          | -          | -                              | -                              | -                              | -                              | 1     | 0     | 0     |
| Sous-total            | Sous-total                 | Sous-total            | 11          | 0           | 0           | 4               | 0               | 1               | -                 | -                 | -                 | -          | -          | -          | -                              | 3                              | 0                              | 0                              | 18    | 0     | 1     |
| 2022-2023             | İstanbul Başakşehir (prêt) | Süper Lig             | 11          | 2           | 3           | 4               | 0               | 0               | -                 | -                 | -                 | -          | -          | -          | C4                             | 2                              | 1                              | 0                              | 17    | 3     | 3     |
| 2024-2025             | UD Las Palmas (prêt)       | Liga                  | 18          | 2           | 1           | 2               | 0               | 0               | -                 | -                 | -                 | -          | -          | -          | -                              | -                              | -                              | -                              | 20    | 2     | 1     |
| Total sur la carrière | Total sur la carrière      | Total sur la carrière | 253         | 24          | 28          | 31              | 6               | 4               | 6                 | 1                 | 2                 | 2          | 0          | 0          | -                              | 34                             | 3                              | 3                              | 326   | 34    | 37    |

### En sélections nationales
| Saison                | Sélection             | Phases finales        | Phases finales | Phases finales | Phases finales | Éliminatoires CDM | Éliminatoires CDM | Éliminatoires CDM | Éliminatoires EURO | Éliminatoires EURO | Éliminatoires EURO | Ligue des Nations | Ligue des Nations | Ligue des Nations | Matchs amicaux | Matchs amicaux | Matchs amicaux | Total | Total | Total |
| Saison                | Sélection             | Compétition           | M              | B              | Pd             | M                 | B                 | Pd                | M                  | B                  | Pd                 | M                 | B                 | Pd                | M              | B              | Pd             | M     | B     | Pd    |
| --------------------- | --------------------- | --------------------- | -------------- | -------------- | -------------- | ----------------- | ----------------- | ----------------- | ------------------ | ------------------ | ------------------ | ----------------- | ----------------- | ----------------- | -------------- | -------------- | -------------- | ----- | ----- | ----- |
| 2013-2014             | Belgique              | Coupe du monde 2014   | 1              | 0              | 0              | -                 | -                 | -                 | -                  | -                  | -                  | -                 | -                 | -                 | 2              | 0              | 0              | 3     | 0     | 0     |
| 2014-2015             | Belgique              | -                     | -              | -              | -              | -                 | -                 | -                 | 1                  | 0                  | 0                  | -                 | -                 | -                 | 2              | 0              | 1              | 3     | 0     | 1     |
| 2015-2016             | Belgique              | -                     | -              | -              | -              | -                 | -                 | -                 | 0                  | 0                  | 0                  | -                 | -                 | -                 | -              | -              | -              | 0     | 0     | 0     |
| 2017-2018             | Belgique              | Coupe du monde 2018   | 1              | 1              | 0              | -                 | -                 | -                 | -                  | -                  | -                  | -                 | -                 | -                 | 2              | 0              | 0              | 3     | 1     | 0     |
| 2018-2019             | Belgique              | -                     | -              | -              | -              | -                 | -                 | -                 | 1                  | 0                  | 0                  | 1                 | 0                 | 0                 | -              | -              | -              | 2     | 0     | 0     |
| 2019-2020             | Belgique              | -                     | -              | -              | -              | -                 | -                 | -                 | 1                  | 0                  | 0                  | -                 | -                 | -                 | -              | -              | -              | 1     | 0     | 0     |
| 2020-2021             | Belgique              | -                     | -              | -              | -              | 1                 | 0                 | 1                 | -                  | -                  | -                  | -                 | -                 | -                 | -              | -              | -              | 1     | 0     | 1     |
| 2021-2022             | Belgique              | -                     | -              | -              | -              | -                 | -                 | -                 | -                  | -                  | -                  | 0                 | 0                 | 0                 | 2              | 0              | 0              | 2     | 0     | 0     |
| Total sur la carrière | Total sur la carrière | Total sur la carrière | 2              | 1              | 0              | 1                 | 0                 | 1                 | 3                  | 0                  | 0                  | 1                 | 0                 | 0                 | 8              | 0              | 1              | 15    | 1     | 2     |

### Matchs internationaux
| Matchs internationaux d'Adnan Januzaj | Matchs internationaux d'Adnan Januzaj | Matchs internationaux d'Adnan Januzaj    | Matchs internationaux d'Adnan Januzaj | Matchs internationaux d'Adnan Januzaj | Matchs internationaux d'Adnan Januzaj   | Matchs internationaux d'Adnan Januzaj | Matchs internationaux d'Adnan Januzaj                                   |
| #                                     | Date                                  | Lieu                                     | Adversaire                            | Résultat                              | Compétition                             | Club                                  | Notes                                                                   |
| ------------------------------------- | ------------------------------------- | ---------------------------------------- | ------------------------------------- | ------------------------------------- | --------------------------------------- | ------------------------------------- | ----------------------------------------------------------------------- |
| 1                                     | 26 mai 2014                           | Cristal Arena, Genk, Belgique            | Luxembourg                            | V 5 - 1                               | Match amical                            | Manchester United                     | Entre en jeu à la place de Eden Hazard à la 46e minute de jeu.          |
| 2                                     | 7 juin 2014                           | Stade Roi Baudouin, Bruxelles, Belgique  | Tunisie                               | V 1 - 0                               | Match amical                            | Manchester United                     | Entre en jeu à la place de Eden Hazard à la 74e minute de jeu.          |
| 3                                     | 26 juin 2014                          | Arena Corinthians, São Paulo, Brésil     | Corée du Sud                          | V 1 - 0                               | Coupe du monde 2014                     | Manchester United                     | Titulaire, remplacé par Nacer Chadli à la 60e minute de jeu.            |
| 4                                     | 4 septembre 2014                      | Stade Maurice-Dufrasne, Liège, Belgique  | Australie                             | V 2 - 0                               | Match amical                            | Manchester United                     | Entre en jeu à la place de Kevin Mirallas à la 62e minute de jeu.       |
| 5                                     | 12 novembre 2014                      | Stade Roi Baudouin, Bruxelles, Belgique  | Islande                               | V 3 - 1                               | Match amical                            | Manchester United                     | Titulaire, remplacé par Dries Mertens à la 63e minute de jeu.           |
| 6                                     | 16 novembre 2014                      | Stade Roi Baudouin, Bruxelles, Belgique  | Pays de Galles                        | N 0 - 0                               | Éliminatoires de l'Euro 2016            | Manchester United                     | Entre en jeu à la place de Dries Mertens à la 89e minute de jeu.        |
| 7                                     | 2 juin 2018                           | Stade Roi Baudouin, Bruxelles, Belgique  | Portugal                              | N 0 - 0                               | Match amical                            | Real Sociedad                         | Entre en jeu à la place de Dries Mertens à la 46e minute de jeu.        |
| 8                                     | 6 juin 2018                           | Stade Roi Baudouin, Bruxelles, Belgique  | Égypte                                | V 3 - 0                               | Match amical                            | Real Sociedad                         | Entre en jeu à la place de Eden Hazard à la 46e minute de jeu.          |
| 9                                     | 28 juin 2018                          | Arena Baltika, Kaliningrad, Russie       | Angleterre                            | V 1 - 0                               | Coupe du monde 2018                     | Real Sociedad                         | Titulaire et buteur, remplacé par Dries Mertens à la 86e minute de jeu. |
| 10                                    | 15 novembre 2018                      | Stade Roi Baudouin, Laeken, Belgique     | Islande                               | V 2 - 0                               | Ligue des nations 2018-2019             | Real Sociedad                         | Entre en jeu à la place de Dries Mertens à la 75e minute de jeu.        |
| 11                                    | 24 mars 2019                          | Stade GSP, Nicosie, Chypre               | Chypre                                | V 2 - 0                               | Éliminatoires de l'Euro 2020            | Real Sociedad                         | Entre en jeu à la place de Dries Mertens à la 56e minute de jeu.        |
| 12                                    | 6 septembre 2019                      | Stadio Olimpico, Serravalle, Saint-Marin | Saint-Marin                           | V 4 - 0                               | Éliminatoires de l'Euro 2020            | Real Sociedad                         | Titulaire, remplacé par Nacer Chadli à la 56e minute de jeu.            |
| 13                                    | 30 mars 2021                          | Stade Den Dreef, Louvain, Belgique       | Biélorussie                           | V 8 - 0                               | Éliminatoires de la Coupe du monde 2022 | Real Sociedad                         | Entre en jeu à la place de Jérémy Doku à la 77e minute de jeu.          |
| 14                                    | 26 mars 2022                          | Aviva Stadium, Dublin, Irlande           | République d'Irlande                  | N 2 - 2                               | Match amical                            | Real Sociedad                         | Entre en jeu à la place de Charles De Ketelaere à la 75e minute de jeu. |
| 15                                    | 29 mars 2022                          | Lotto Park, Bruxelles, Belgique          | Burkina Faso                          | V 3 - 0                               | Match amical                            | Real Sociedad                         | Titulaire, remplacé par Yari Verschaeren à la 53e minute de jeu.        |

### Buts internationaux
| Buts internationaux d'Adnan Januzaj | Buts internationaux d'Adnan Januzaj | Buts internationaux d'Adnan Januzaj | Buts internationaux d'Adnan Januzaj | Buts internationaux d'Adnan Januzaj | Buts internationaux d'Adnan Januzaj | Buts internationaux d'Adnan Januzaj | Buts internationaux d'Adnan Januzaj | Buts internationaux d'Adnan Januzaj | Buts internationaux d'Adnan Januzaj |
| #                                   | Date                                | Lieu                                | Adversaire                          | Résultat                            | Compétition                         | Détail                              | Détail                              | Détail                              | Cape                                |
| ----------------------------------- | ----------------------------------- | ----------------------------------- | ----------------------------------- | ----------------------------------- | ----------------------------------- | ----------------------------------- | ----------------------------------- | ----------------------------------- | ----------------------------------- |
| 1                                   | 28 juin 2018                        | Arena Baltika, Kaliningrad, Russie  | Angleterre                          | V 1 - 0                             | Coupe du monde 2018                 | 51e                                 | du pied gauche                      | 0-1                                 | 9e                                  |

## Palmarès

### En club
|  |  | Manchester United -21 ans - Championnat d'Angleterre -21 ans (3) : - Champion : 2013, 2015 et 2016. |  | Manchester United - Community Shield (2) : - Vainqueur : 2013 et 2016. |  | Borussia Dortmund - Championnat d'Allemagne : - Vice-champion : 2016. - Coupe d'Allemagne : - Finaliste : 2016. |  | Real Sociedad - Coupe d'Espagne (1) : - Vainqueur : 2020. |

### En sélections nationales
|  |  | Belgique - Coupe du monde : - Troisième : 2018. |